# Chloroclystis sylleptria
Chloroclystis sylleptria är en fjärilsart som beskrevs av Louis Beethoven Prout 1932. Chloroclystis sylleptria ingår i släktet Chloroclystis och familjen mätare. Inga underarter finns listade i Catalogue of Life.